# 华喃峰站
华喃峰站（音素換寫：S̄t̄hānī h̄ạwlảphong，皇家轉寫：Sathani Hua Lamphong，泰語發音：[sā.tʰǎː.nīː hǔa̯ lām.pʰōːŋ]）為曼谷地鐵（MRT）藍線的一座車站，位于挽叻區拍喃四路地下、曼谷站以南，站碼為HUA。

## 车站构造

### 楼层分布
| G 地面  | -                  | 巴士站、曼谷站                  |
| B1 大堂 | 大堂               | 1–4號出口、售票機、往曼谷站隧道 |
| B2 月台 | 2號月台            | MRT 往島本（三養）              |
| B2 月台 | 島式月台，右側開門 |                                 |
| B2 月台 | 1號月台            | MRT 往曼瓦（龍蓮寺）            |

## 出口
挽赐站设有四个出口
- 1：Mahapruttharam路、Traimit寺、Odean交叉口、Mitrichit路
- 2：曼谷站
- 3：Rong Muang路、往三养的公交站
- 4：往耀华力路的公交站

## 鄰近地點
- 曼谷站
- 耀华力路：曼谷唐人街
- 金佛寺

## 外部連結
- 曼谷地鐵公司的官方網站（页面存档备份，存于）
- 曼谷集體運輸系統(架空電車)的官方網站
- 泰國國家鐵路局的官方網站